# Шнидер, Герт
Герт Шнидер (нем. Gert Schnider) (род. 9 апреля 1979) — профессиональный австрийский игрок во многие игры: мастер ФИДЕ по шахматам, 5 дан по го, гроссмейстер по игре абалон; 5 дан NSR и 3 дан ФЕСА по сёги.
На 1 июня 2014 года занимал первую позицию в ФЕСА-листе Австрии и 11-ю позицию в европейском ФЕСА-листе.
Живёт в Граце. Сертифицированный тренер по шахматам.

## Достижения
- 1999, 2000: Чемпион мира по авалону.
- 2000: Чемпион мира по интеллектуальному десятиборью (decamentathlon).
- 2001, 2002, 2003, 2006: Чемпион Австрии по сёги.
- 2002: II место в WOSC (Брюссель)
- 2002: Чемпион 2-го Международного форума сёги
- 2005, 2007: II место в Чемпионате Австрии по сёги
- 2011: Чемпион форового турнира по сёги в Граце[6].